# Klagenfurt-Land
Het politieke district Bezirk Klagenfurt-Land in het zuiden van de Oostenrijkse deelstaat Karinthië bestaat uit een aantal gemeenten en één zelfstandige stad.

## Steden
- Ferlach (7602)
  - Babniak, Bodental, Dörfl, Dornach, Ferlach, Glainach, Görtschach, Jaklin, Kappel an der Drau, Kirschentheuer, Laak, Laiplach, Loibltal, Otrouza, Rauth, Reßnig, Seidolach, Singerberg, Strau, Strugarjach, Tratten, Unterbergen, Unterferlach, Unterglainach, Unterloibl, Waidisch, Windisch Bleiberg

## Gemeenten
Marktgemeinden

- Ebenthal in Kärnten (7427)
  - Aich an der Straße, Berg, Ebenthal, Goritschach, Gradnitz, Gurnitz, Haber, Hinterberg, Kohldorf, Kosasmojach, Kossiach, Kreuth, Lipizach, Mieger, Moosberg, Niederdorf, Obermieger, Obitschach, Pfaffendorf, Priedl, Radsberg, Rain, Reichersdorf, Rosenegg, Rottenstein, Saager, Sabuatach, Schwarz, Tutzach, Untermieger, Werouzach, Zell, Zetterei, Zwanzgerberg
- Feistritz im Rosental (2707)
  - Bärental, Feistritz im Rosental, Hundsdorf, Matschach, Rabenberg, St. Johann im Rosental, Suetschach, Weizelsdorf
- Grafenstein (2602)
  - Aich, Althofen, Dolina, Froschendorf, Grafenstein, Gumisch, Haidach, Hum, Klein Venedig, Lind, Münzendorf, Oberfischern, Oberwuchel, Pakein, Pirk, Replach, Saager, Sabuatach, Sand, Schloss Rain, Schulterndorf, Skarbin, St. Peter, Tainacherfeld, Thon, Truttendorf, Unterfischern, Unterwuchel, Werda, Wölfnitz, Zapfendorf
- Maria Saal (3838)
  - Arndorf, Bergl, Dellach, Gröblach, Hart, Höfern, Judendorf, Kading, Karnburg, Kuchling, Lind, Maria Saal, Meilsberg, Meiselberg, Möderndorf, Poppichl, Poppichl, Pörtschach am Berg, Possau, Prikalitz, Ratzendorf, Rosendorf, Rotheis, Sagrad, St. Michael am Zollfeld, Stegendorf, Stuttern, Techmannsdorf, Thurn, Töltschach, Treffelsdorf, Walddorf, Willersdorf, Winklern, Wrießnitz, Wutschein, Zell, Zollfeld
- Moosburg (4463)
  - Ameisbichl, Arlsdorf, Bärndorf, Dellach, Faning, Freudenberg, Gabriel, Goritschitzen, Gradenegg, Hohenfeld, Knasweg, Knasweg, Krainig, Kreggab, Malleberg, Moosburg, Nußberg, Obergöriach, Polan, Prosintschach, Ratzenegg, Rosenau, Seigbichl, Simislau, St. Peter, Stallhofen, Tigring, Tuderschitz, Untergöriach, Unterlinden, Vögelitz, Wielen, Windischbach, Windischbach-Gegend, Witsch, Witsch, Ziegelsdorf

Gemeinden

- Keutschach am See (2348)
  - Dobein, Dobeinitz, Höflein, Höhe, Keutschach, Leisbach, Linden, Pertitschach, Plaschischen, Plescherken, Rauth, Reauz, Schelesnitz, St. Margarethen, St. Nikolai
- Köttmannsdorf (2792)
  - Aich, Am Teller, Gaisach, Göriach, Hollenburg, Köttmannsdorf, Lambichl, Mostitz, Neusaß, Plöschenberg, Preliebl, Rotschitzen, Schwanein, St. Gandolf, St. Margarethen, Thal, Trabesing, Tretram, Tschachoritsch, Tschrestal, Unterschloßberg, Wegscheide, Wurdach
- Krumpendorf am Wörthersee (2848)
  - Görtschach, Krumpendorf, Nußberg, Pritschitz, Tultschnig
- Ludmannsdorf (1825)
  - Bach, Edling, Fellersdorf, Franzendorf, Großkleinberg, Ludmannsdorf, Lukowitz, Moschenitzen, Muschkau, Niederdörfl, Oberdörfl, Pugrad, Rupertiberg, Selkach, Strein, Wellersdorf, Zedras
- Magdalensberg (2980)
  - Christofberg, Deinsdorf, Dürnfeld, Eibelhof, Eixendorf, Farchern, Freudenberg, Gammersdorf, Geiersdorf, Göriach, Gottesbichl, Großgörtschach, Gundersdorf, Haag, Hollern, Kleingörtschach, Kreuzbichl, Kronabeth, Lassendorf, Latschach, Leibnitz, Magdalensberg, Matzendorf, Ottmanach, Pirk, Pischeldorf, Portendorf, Reigersdorf, Schöpfendorf, Sillebrücke, St. Lorenzen, St. Martin, St. Thomas, Stuttern, Timenitz, Treffelsdorf, Vellach, Wutschein, Zeiselberg, Zinsdorf
- Maria Rain (2020)
  - Angern, Angersbichl, Ehrensdorf, Göltschach, Haimach, Maria Rain, Nadram, Oberguntschach, Obertöllern, Saberda, St. Ulrich, Stemeritsch, Strantschitschach, Toppelsdorf, Tschedram, Unterguntschach,Untertöllern
- Maria Wörth (1258)
  - Maiernigg, Maria Wörth, Oberdellach, Raunach, Reifnitz, Sekirn, St. Anna, Unterdellach
- Poggersdorf (2850)
  - Ameisbichl, Annamischl, Eibelhof, Eiersdorf, Erlach, Goritschach, Haidach, Kreuth, Kreuzergegend, Krobathen, Lanzendorf, Leibsdorf, Linsenberg, Pischeldorf, Poggersdorf, Pubersdorf, Rain, Raunachmoos, St. Johann, St. Michael ob der Gurk, Ströglach, Wabelsdorf, Wirtschach
- Pörtschach am Wörthersee (2670)
- Sankt Margareten im Rosental (1133)
  - Dobrowa, Dullach, Gotschuchen, Gupf, Hintergupf, Homölisch, Niederdörfl, Oberdörfl, Sabosach, Seel, St. Margareten im Rosental, Trieblach
- Schiefling am See (2267)
  - Aich, Albersdorf, Auen, Farrendorf, Goritschach, Ottosch, Penken, Raunach, Roach, Roda, Schiefling, St. Kathrein, Techelweg, Zauchen
- Techelsberg am Wörther See (2059)
  - Arndorf, Ebenfeld, Greilitz, Hadanig, Karl, Pavor, Pernach, Saag, Schwarzendorf, Sekull, St. Bartlmä, St. Martin am Techelsberg, Tibitsch, Töpriach, Töschling, Trabenig, Trieblach
- Zell (702)
  - Zell-Freibach, Zell-Homölisch, Zell-Koschuta, Zell-Mitterwinkel, Zell-Oberwinkel, Zell-Pfarre, Zell-Schaida

- Gemeinsame Normdatei: 4688411-7
- Nationale Bibliotheek van Tsjechië: ge278580
- Virtual International Authority File: 234344348
- WorldCat: E39PBJfmqMrGFWJHbG6bvJmKh3